# Бондоне
Бондоне (итал. Bondone) — коммуна в Италии, располагается в регионе Трентино — Альто-Адидже, в провинции Тренто.
Население составляет 639 человек (2021 г.), плотность населения составляет 35 чел./км². Занимает площадь 19 км². Почтовый индекс — 38080. Телефонный код — 0465.
В коммуне 8 сентября особо празднуется Рождество Пресвятой Богородицы.

## Население
Динамика населения:

## Администрация коммуны
- Официальный сайт: http://www.comune.bondone.tn.it/